# Jordi Masip
Jordi Masip (ur. 3 stycznia 1989) – hiszpański piłkarz, grający na pozycji bramkarza.

## Kariera klubowa
Jordi Masip w 2004 roku dołączył do sekcji Cadete A FC Barcelony, kontynuując później szkolenie w Juvenil B oraz Juvenil A. Od 2008 roku występował w rezerwach Barcelony, z przerwą na wypożyczenie do Vilajuïgi.
20 maja 2014 roku przedłużył kontrakt z Barcą do 2017 roku, jednocześnie zostając zawodnikiem jej pierwszego zespołu. Klauzula jego odejścia wyniosła 35 milionów euro.
1 lipca 2017 roku rozstał się z Barcą i przeniósł się do Realu Valladolid.

## Kariera reprezentacyjna
Jordi Masip był wielokrotnie powołany do młodzieżowej reprezentacji Hiszpanii U-17, jednak rozegrał w niej tylko jeden mecz. Brał udział w Młodzieżowych Mistrzostwach Europy 2006, jednak nie zagrał tam ani jednego meczu.

## Statystyki kariery klubowej
Stan na 17 maja 2019 roku
| Klub            | Sezon   | Liga  | Liga | Puchar | Puchar | Europa | Europa | Inne  | Inne | Razem | Razem |
| Klub            | Sezon   | Mecze | Gole | Mecze  | Gole   | Mecze  | Gole   | Mecze | Gole | Mecze | Gole  |
| --------------- | ------- | ----- | ---- | ------ | ------ | ------ | ------ | ----- | ---- | ----- | ----- |
| Vilajuïga       | 2008/09 | 24    | 0    | —      | —      | —      | —      | —     | —    | 24    | 0     |
| Vilajuïga       | Razem   | 24    | 0    | —      | —      | —      | —      | —     | —    | 24    | 0     |
| FC Barcelona B  | 2008/09 | 0     | 0    | —      | —      | —      | —      | —     | —    | 0     | 0     |
| FC Barcelona B  | 2009/10 | 3     | 0    | —      | —      | —      | —      | —     | —    | 3     | 0     |
| FC Barcelona B  | 2010/11 | 12    | 0    | —      | —      | —      | —      | —     | —    | 12    | 0     |
| FC Barcelona B  | 2011/12 | 9     | 0    | —      | —      | —      | —      | —     | —    | 9     | 0     |
| FC Barcelona B  | 2012/13 | 21    | 0    | —      | —      | —      | —      | —     | —    | 21    | 0     |
| FC Barcelona B  | 2013/14 | 31    | 0    | —      | —      | —      | —      | —     | —    | 31    | 0     |
| FC Barcelona B  | Razem   | 76    | 0    | —      | —      | —      | —      | —     | —    | 76    | 0     |
| FC Barcelona    | 2014/15 | 1     | 0    | 1      | 0      | 0      | 0      | 0     | 0    | 2     | 0     |
| FC Barcelona    | 2015/16 | 0     | 0    | 2      | 0      | 0      | 0      | 0     | 0    | 2     | 0     |
| FC Barcelona    | 2016/17 | 0     | 0    | 0      | 0      | 0      | 0      | 0     | 0    | 0     | 0     |
| FC Barcelona    | Razem   | 1     | 0    | 3      | 0      | 0      | 0      | 0     | 0    | 4     | 0     |
| Real Valladolid | 2017/18 | 42    | 0    | 0      | 0      | —      | —      | 4     | 0    | 42    | 0     |
| Real Valladolid | 2018/19 | 35    | 0    | 0      | 0      | —      | —      | 0     | 0    | 35    | 0     |
| Real Valladolid | Razem   | 79    | 0    | 0      | 0      | 0      | 0      | 4     | 0    | 83    | 0     |
| Ogólnie         | Ogólnie | 180   | 0    | 3      | 0      | 0      | 0      | 4     | 0    | 187   | 0     |

## Statystyki kariery reprezentacyjnej
| Mecze i gole w reprezentacji | Mecze i gole w reprezentacji | Mecze i gole w reprezentacji | Mecze i gole w reprezentacji | Mecze i gole w reprezentacji | Mecze i gole w reprezentacji | Mecze i gole w reprezentacji | Mecze i gole w reprezentacji | Mecze i gole w reprezentacji |
| #                            | Data                         | Reprezentacja                | Miejsce                      | Przeciwnik                   | Rezultat                     | Gole                         | Rozgrywki                    |                              |
| ---------------------------- | ---------------------------- | ---------------------------- | ---------------------------- | ---------------------------- | ---------------------------- | ---------------------------- | ---------------------------- | ---------------------------- |
| 1.                           | 4 kwietnia 2006              | U-17                         | Praga, Czechy                | Czechy U-17                  | 2:1                          |                              | Mecz Towarzyski              |                              |